# Karrooskvätta
Karrooskvätta (Emarginata schlegelii) är en fågel i familjen flugsnappare inom ordningen tättingar.

## Utseende
Karrooskvättan är en stor, slank och långstjärtad skvätta. Den är övervägande grå med tydliga vita yttre stjärtpennor som ramar in den svarta stjärten. Fåglar i Sydafrika är skiffergrå med grå övergump, medan nordligare huvudsakligen i Namibia är mindre och ljusare med vitaktig övergumpen. Traktrakskvättan är mindre och har en tydligt V-formad kil i stjärten.

## Utbredning och systematik
Karrooskvätta delas in i fyra underarter med följande utbredning:
- benguellensis – kustnära öknar i sydvästra Angola och nordvästra Namibia
- schlegelii – kustnära norra Namibia (västra Damaraland till Erongobergen)
- namaquensis – södra Namibia och nordvästra Sydafrika
- pollux – sydvästra och centrala Sydafrika (österut till västra Fristatsprovinsen)

### Släktestillhörighet
Tidigare placerades arten i släktet Cercomela men DNA-studier visar att arterna inte är varandras närmaste släktingar. Därför löses Cercomela numera ofta upp och arterna förs istället till släktena Emarginata, Pinarochroa samt införlivas bland stenskvättorna i Oenanthe.

### Familjetillhörighet
Karrooskvättan ansågs fram tills nyligen liksom bland andra buskskvättor, stentrastar, rödstjärtar vara små trastar. DNA-studier visar dock att de är marklevande flugsnappare (Muscicapidae) och förs därför numera till den familjen.

## Levnadssätt
Karrooskvättan hittas i torra betesmarker, där den ofta syns sitta på staket och i busktoppar. Födan plockar den på marken. 

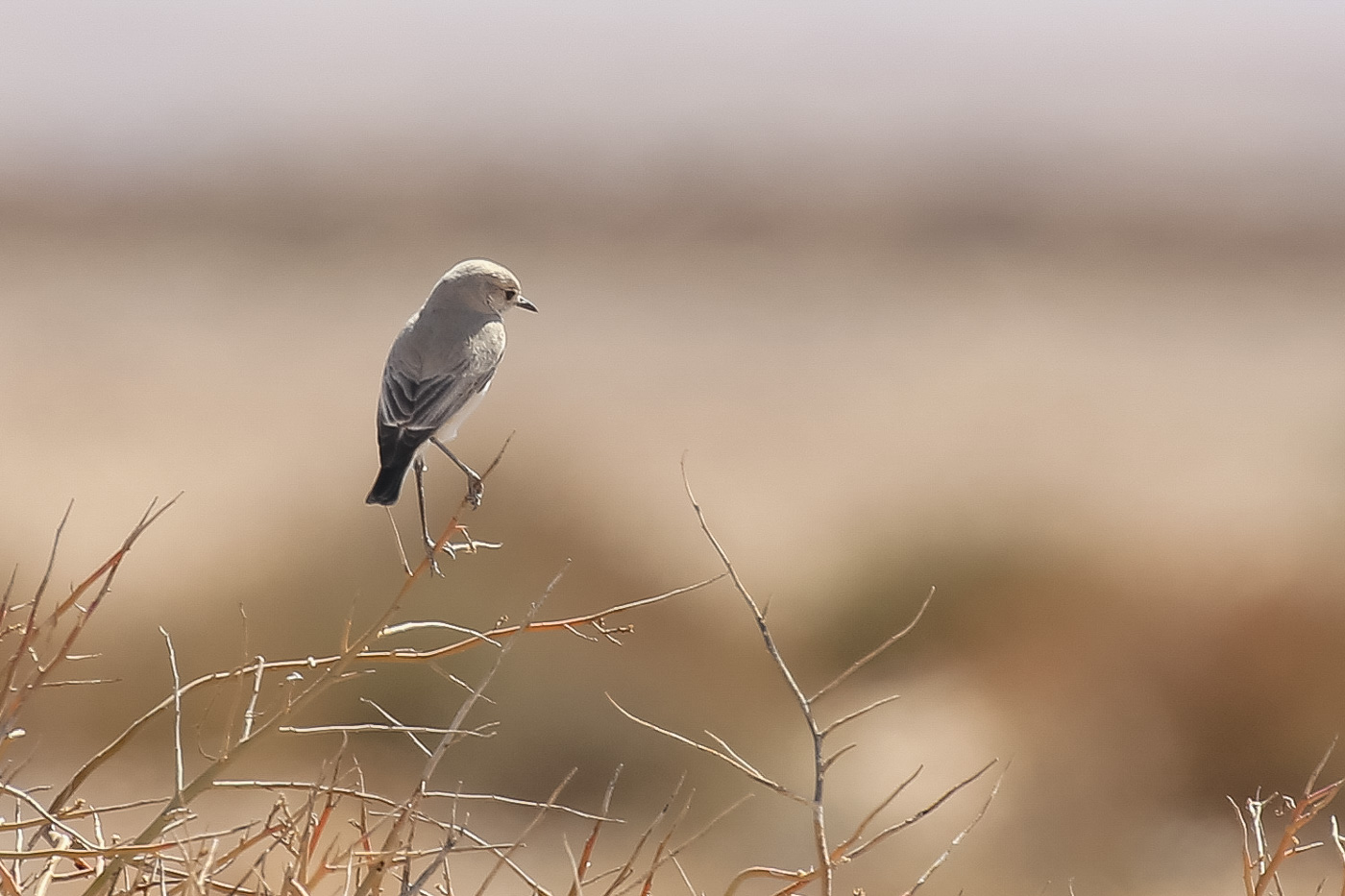

## Status
Arten har ett stort utbredningsområde och beståndet anses stabilt. Internationella naturvårdsunionen IUCN listar den därför som livskraftig (LC).

## Namn
Karroo (eller karoo) är ett stäpp- och halvökenområde i södra och västra Sydafrika. Fågelns vetenskapliga artnamn hedrar den tyske ornitologen Hermann Schlegel (1804–1884).